# Jan Vella
Jan Vella (10. května 1906, Kladno – 10. ledna 1945, Beinn a' Bhùird, Skotsko) byl československý stíhací pilot, později pilot bombardéru. Za okupace se krátce zúčastnil domácího odboje, poté utekl do Anglie a vstoupil do RAF. Vyznamenán Záslužným leteckým křížem.

## Život

### Dětství
Jan Vella se narodil 10. května 1906 v Kladně. Jeho rodiči byli Václav Vella, hutník, a Marie Vellová, rozená Jindrová. Dětství strávil v malé obci Pálečku nedaleko Kladna, kde žili jeho rodičové.

### Výcvik
Prošel výcvikem ve Škole pro odborný dorost letectva při Vojenském leteckém učilišti v Chebu, který započal 1. října 1924. V roce 1925 byl pro své schopnosti mimořádně zařazen do pilotního výcviku na letounech jednosedadlových, opět na VLU v Chebu, čímž se mu splnila jeho touha a mohl se stát stíhacím pilotem. V roce 1927 ještě absolvoval kurz nočního létání, to již v Praze.
Jako pilot sloužil u 31. stíhací letky Leteckého pluku 3 „Generála-letce M. R. Štefánika“ ve Vajnorech u Bratislavy, v roce 1928 však odešel do zálohy (hodnost četaře), jelikož armáda snižovala stavy. V civilu alespoň na svou žádost konal dobrovolné lety u cvičné letky Leteckého pluku 1 „T. G. Masaryka“ v Praze-Kbelích.
Již na škole byl Jan Vella velmi schopným pilotem, což ukázala i jedna jeho sázka. Během jednoho cvičného školního letu přelezl ze zadního sedadla cvičného letadla na přední. Odměnou mu byla důtka od armády.

### V civilu

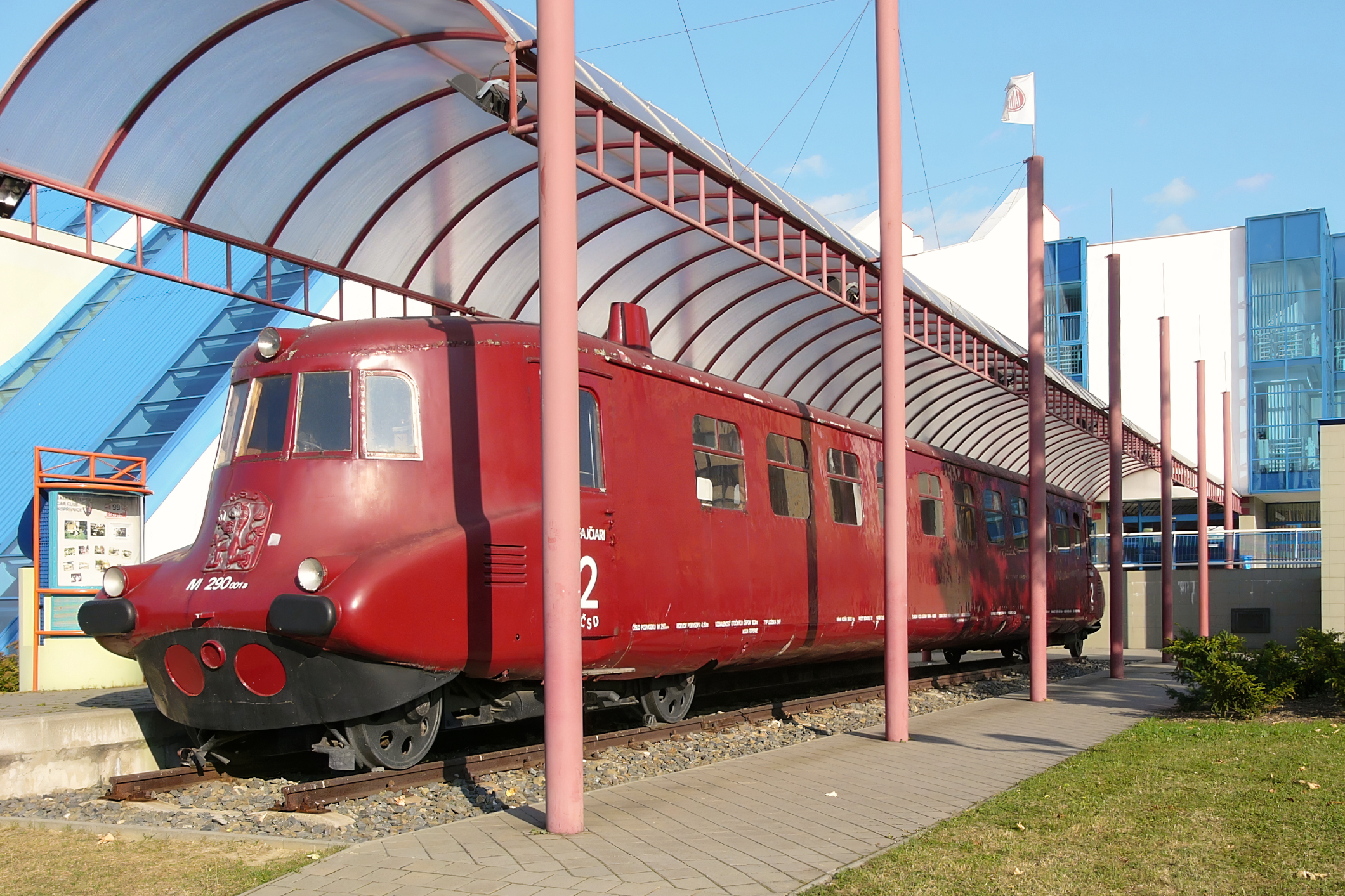
Slovenská strela

Po svém propuštění z armády nastoupil do Československých státních drah jako strojvůdce. Jeho domovskou výtopnou byla Praha – Masarykovo nádraží. Nejprve byl strojvůdcem tzv. Modrého šípu, motorového rychlíkového vozu vyrobeného 1934 ve Škodových závodech v Plzni, později řídil legendární Slovenskou strelu, aerodynamický motorový expres z Tatry Kopřivnice (vyrobena 1936).
V civilu se také oženil, 30. června 1936 si v Kladně vzal Blaženu Kalíkovou, s níž měl dceru Blanku.

### Okupace
Během okupace spolupracoval s exportní skupinou Obrany národa a pomáhal zajistit odchody politiků, vojáků a pronásledovaných odbojářů do zahraničí. Sám se však brzy stal pronásledovaným, a proto 6. listopadu 1939 utekl do zahraničí. Přes Slovensko, Maďarsko, Rumunsko, Bejrút a Marseilles se dostal do Anglie (19. června 1940). Manželka a dcera zůstaly v Československu, obě brzy po jeho útěku zatklo gestapo, manželka byla rok a půl internována v táboře ve Svatobořicích.

### Válka a služba v RAF
Necelé dva měsíce po svém příjezdu do Anglie, 2. srpna 1940, byl přijat do RAF a po bojovém výcviku nastoupil do 312. československé stíhací perutě. Sloužil ovšem pouze pět měsíců, poté musel službu kvůli věku opustit – dosáhl 35 let. Další dva roky strávil jako zalétávací pilot, nicméně nakonec se mu povedlo vrátit se do bojové služby, 14. dubna 1943 nastoupil jako bombardovací pilot (tam věková hranice nebyla tak přísná) do 311. československé bombardovací perutě.
Nad Atlantikem vykonal 71 bojových letů, ve vzduchu strávil 817 operačních hodin. Prováděl útoky na hladinové lodě a ponorky, prokazatelně mu bylo přiznáno potopení ponorky U-971 24. června 1944.

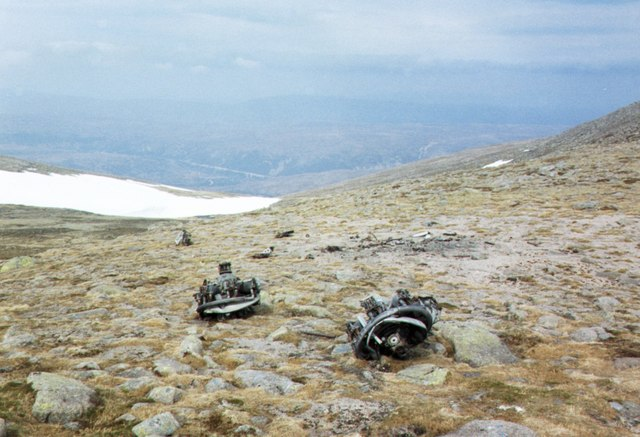
Místo smrti Jana Velly

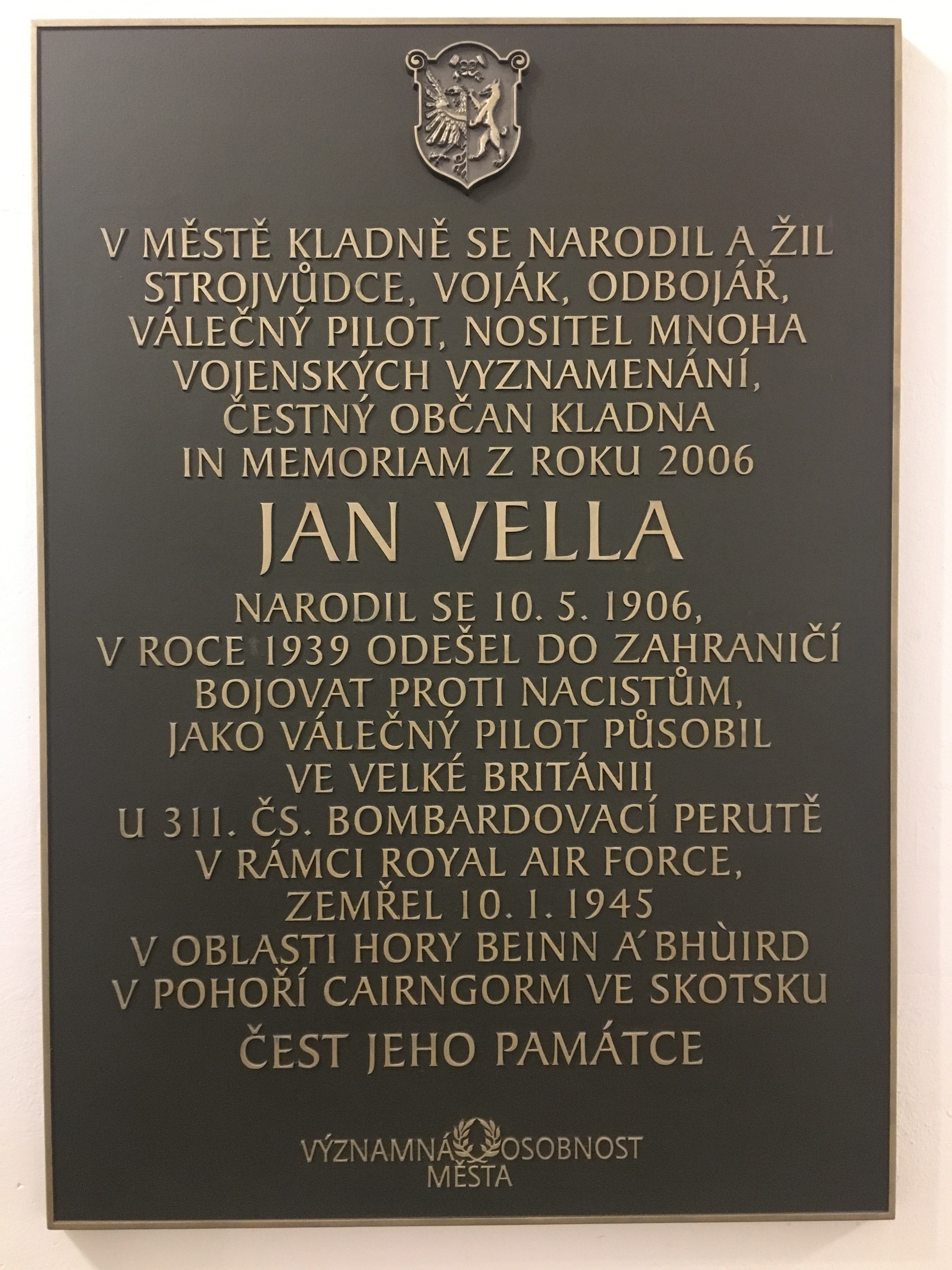
Pamětní deska v kladenské radnici

### Smrt a pohřeb
Na počátku roku 1945 trávil Jan Vella dovolenou ve Skotsku. Při návratu zpět do Londýna odstartoval letoun Airspeed Oxford spolu s ním a dalšími českými letci 10. ledna 1945 v 10:46. V Londýně však nepřistál a ani následné pátrání nic nezjistilo, proto byla posádka prohlášena za nezvěstnou (předpokládalo se její zmizení v moři). Až po sedmi měsících dva turisté objevili vrak letounu i s mrtvou posádkou v náročném horském terénu ve Skotsku.
Smutnou ironií osudu se stal nejen fakt, že vynikající pilot Vella přišel o život, když se vracel z dovolené, ale též, že měl původně v plánu dopravit se do Londýna vlakem – cesta ho jako strojvůdce zajímala. Ovšem Karel Kvapil, pilot havarovaného letounu, ho přemluvil, aby letěl s ním. Spolu s nimi ještě zahynuli Leo Linhart, Rudolf Jelen a Valter Kauders.
Pohřeb se uskutečnil 3. září 1945 na československém oddělení hřbitova v Brookwoodu, Jan Vella byl pochován do hrobu č. 28.A.3, kde jeho ostatky spočívají dodnes.

### Vyznamenání
V letech 1940–1944 získal čtyřikrát Československý válečný kříž. Dne 26. ledna 1945 mu byl udělen Záslužný letecký kříž (DFC). Udělení tohoto vysokého ocenění pro Jana Vellu bylo schváleno již 2. listopadu 1944, ale ještě jej musel potvrdit panovník, proto se jeho formálního udělení Vella již nedožil.
Vellovo jméno dnes nese ulice v jeho rodném Kladně a v roce 2006 byl in memoriam jmenován čestným občanem Kladna. Jeho jméno je vytesáno na památníku zaměstnanců ČSD na Masarykově nádraží v Praze.